# 布蘭登堡的路易絲·夏洛特
布蘭登堡的路易絲·夏洛特（德語：Luise Charlotte von Brandenburg，1617年9月13日—1676年8月28日），庫爾蘭公爵夫人，布蘭登堡選侯格奧爾格·威廉的女兒。

## 家庭
1645年，路易絲·夏洛特與庫爾蘭公爵雅各布·克特勒結婚，兩人共有3子2女：
1. 路易絲·伊莉莎白（1646年—1690年）
2. 腓特烈·卡西米爾（1650年—1698年）
3. 瑪麗亞·艾瑪莉亞（1653年—1711年）
4. 斐迪南（1655年—1737年）
5. 亞歷山大（英语：Alexander of Courland）（1658年—1686年）